# Dryantilla
Sulpicia Dryantilla  (* ca. 210; † nach 260) war die Gattin des römischen Usurpators Regalianus im Jahr 260 n. Chr.

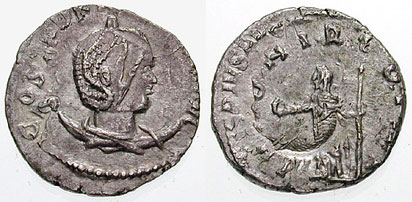
Antoninian Dryantillas

Dryantilla ist nur durch ihre Münzen bekannt geworden, in literarischen Quellen blieb sie unerwähnt. Trotzdem gestatten epigraphische Zeugnisse eine Rekonstruktion ihrer Zugehörigkeit zur Reichselite durch die Abstammung von einer vermögenden und angesehenen senatorischen Familie aus Lykien, die weite Verzweigungen über das gesamte Reich besaß.
Eine umfangreiche und komplexe genealogische Inschrift auf einem Heroon im lykischen Oinoanda nennt Gaius Sulpicius Iustus, Prokonsul von Lycia et Pamphylia in severischer Zeit, sowie dessen Bruder Gaius Sulpicius Pollio, Legat des Iustus in der Provinz und Arvalbruder. Sie waren die Söhne einer Claudia Dryantilla und eines Sulpicius Pollio, und einer der beiden Männer ist als Vater der wohl etwa um 210 geborenen Dryantilla anzusehen, die – wie es so oft der Fall war – nach ihrer Großmutter benannt worden sein wird. Dryantillas Tante Sulpicia Agrippina, die Schwester der Sulpicii Iustus und Pollio, war mit einem Konsul des Jahres 193 verheiratet, Quintus Pompeius Sosius Falco.